# Gary Bowyer
Gary Bowyer (Manchester, 26 giugno 1971) è un allenatore di calcio ed ex calciatore inglese, di ruolo difensore, tecnico del Burton Albion.

## Carriera
Ritiratosi dal calcio, nel 1997 intraprende la carriera da allenatore alla guida dell'Ilkeston Town, ricoprendo l'incarico di vice allenatore. Nel 1998 passa alla guida del settore giovanile del Derby County.
Nel 2004 diventa tecnico del settore giovanile del Blackburn. Il 28 dicembre 2012 sostituisce - temporaneamente - Henning Berg alla guida della prima squadra. Il 22 marzo 2013 - a seguito dell'esonero di Michael Appleton - viene nominato allenatore della squadra fino al termine della stagione.
Il 24 maggio 2013 rinnova il proprio contratto per un'altra stagione. L'11 novembre 2015 viene esonerato.
Il 1º giugno 2016 diventa il nuovo tecnico del Blackpool.
Il 22 marzo 2021 viene ingaggiato dal Salford City dopo la rescissione di Richie Wellens.

## Statistiche

### Statistiche da allenatore
Statistiche aggiornate al 22 febbraio 2021. In grassetto le competizioni vinte.
| Stagione             | Squadra              | Campionato           | Campionato | Campionato | Campionato | Campionato | Coppe nazionali | Coppe nazionali | Coppe nazionali | Coppe nazionali | Coppe nazionali | Coppe continentali | Coppe continentali | Coppe continentali | Coppe continentali | Coppe continentali | Altre coppe | Altre coppe | Altre coppe | Altre coppe | Altre coppe | Totale | Totale | Totale | Totale | % Vittorie | Piazzamento |
| Stagione             | Squadra              | Comp                 | G          | V          | N          | P          | Comp            | G               | V               | N               | P               | Comp               | G                  | V                  | N                  | P                  | Comp        | G           | V           | N           | P           | G      | V      | N      | P      | %          | Piazzamento |
| -------------------- | -------------------- | -------------------- | ---------- | ---------- | ---------- | ---------- | --------------- | --------------- | --------------- | --------------- | --------------- | ------------------ | ------------------ | ------------------ | ------------------ | ------------------ | ----------- | ----------- | ----------- | ----------- | ----------- | ------ | ------ | ------ | ------ | ---------- | ----------- |
| 2012-2013            | Blackburn            | FLC                  | 12         | 5          | 4          | 3          | FACup+CdL       | 1+0             | 1               | 0               | 0               | -                  | -                  | -                  | -                  | -                  | -           | -           | -           | -           | -           | 13     | 6      | 4      | 3      | 46,15      | Sub. 17º    |
| 2013-2014            | Blackburn            | FLC                  | 46         | 18         | 16         | 12         | FACup+CdL       | 2+1             | 0+0             | 1+1             | 1+0             | -                  | -                  | -                  | -                  | -                  | -           | -           | -           | -           | -           | 49     | 18     | 18     | 13     | 36,73      | 8º          |
| 2014-2015            | Blackburn            | FLC                  | 46         | 17         | 16         | 13         | FACup+CdL       | 5+1             | 3+0             | 1+0             | 1+1             | -                  | -                  | -                  | -                  | -                  | -           | -           | -           | -           | -           | 52     | 20     | 17     | 15     | 38,46      | 9º          |
| ago.-nov. 2015       | Blackburn            | FLC                  | 16         | 3          | 8          | 5          | FACup+CdL       | 0+1             | 0               | 0               | 1               | -                  | -                  | -                  | -                  | -                  | -           | -           | -           | -           | -           | 17     | 3      | 8      | 6      | 17,65      | Eson.       |
| Totale Blackburn     | Totale Blackburn     | Totale Blackburn     | 130        | 43         | 44         | 33         |                 | 11              | 4               | 3               | 4               |                    | -                  | -                  | -                  | -                  |             | -           | -           | -           | -           | 141    | 47     | 47     | 37     | 33,33      |             |
| 2016-2017            | Blackpool            | FL2                  | 46+3       | 18+2       | 16+1       | 12+0       | FACup+CdL       | 5+2             | 2+0             | 2+1             | 1+1             | -                  | -                  | -                  | -                  | -                  | FLT         | 5           | 1           | 3           | 1           | 61     | 23     | 23     | 15     | 37,70      | 7º          |
| 2017-2018            | Blackpool            | FL1                  | 46         | 15         | 15         | 16         | FACup+CdL       | 1+1             | 0+0             | 0+0             | 1+1             | -                  | -                  | -                  | -                  | -                  | FLT         | 5           | 2           | 3           | 0           | 53     | 17     | 18     | 18     | 32,08      | 12º         |
| Totale Blackpool     | Totale Blackpool     | Totale Blackpool     | 92+3       | 33+2       | 31+1       | 28+0       |                 | 9               | 2               | 3               | 4               |                    | -                  | -                  | -                  | -                  |             | 10          | 3           | 6           | 1           | 114    | 40     | 41     | 33     | 35,09      |             |
| mar.-giu. 2019       | Bradford City        | FL1                  | 11         | 2          | 2          | 7          | FACup+CdL       | -               | -               | -               | -               | -                  | -                  | -                  | -                  | -                  | FLT         | -           | -           | -           | -           | 11     | 2      | 2      | 7      | 18,18      | Sub. 24º    |
| 2019-feb. 2020       | Bradford City        | FL2                  | 31         | 12         | 11         | 8          | FACup+CdL       | 2+1             | 0+0             | 1+0             | 1+1             | -                  | -                  | -                  | -                  | -                  | FLT         | 3           | 0           | 1           | 2           | 37     | 12     | 13     | 12     | 32,43      | Eson.       |
| Totale Bradford City | Totale Bradford City | Totale Bradford City | 42         | 14         | 13         | 15         |                 | 3               | 0               | 1               | 2               |                    | -                  | -                  | -                  | -                  |             | 3           | 0           | 1           | 2           | 48     | 14     | 15     | 19     | 29,17      |             |
| Totale carriera      | Totale carriera      | Totale carriera      | 257        | 92         | 89         | 76         |                 | 23              | 6               | 7               | 10              |                    | -                  | -                  | -                  | -                  |             | 13          | 3           | 7           | 3           | 293    | 101    | 103    | 89     | 34,47      |             |

## Palmarès

### Giocatore

#### Competizioni nazionali
- Coppa del Galles: 1

Hereford Utd: 1989-1990
- Full Members Cup: 1

Nottingham Forest: 1991-1992
- English Football League Trophy: 1

Rotherham United: 1995-1996

### Allenatore

#### Competizioni nazionali
- Scottish Championship: 1

Dundee: 2022-2023